# Krasoskalník pyrenejský

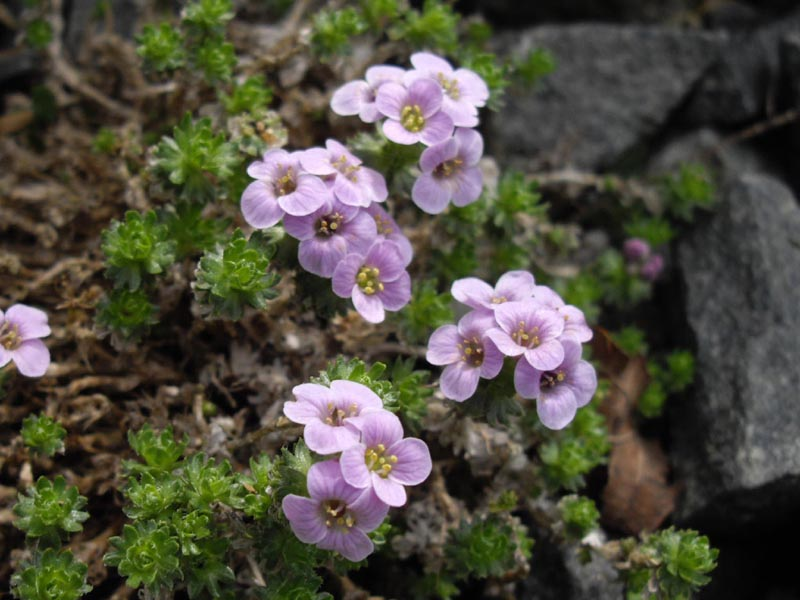
Kvetoucí krasoskalník

Krasoskalník pyrenejský (Petrocallis pyrenaica) je jediný druh rodu krasoskalník (Petrocallis) z čeledi brukvovité (Brassicaceae). Je to pohledná nízká polštářovitá bylina s bílými nebo nafialovělými květy, rozšířená ve vápencových oblastech Alp, Pyrenejí a Karpat. Roste vzácně i na Slovensku v Belianských Tatrách. Náleží mezi oblíbené a atraktivní skalničky.

## Popis
Krasoskalník pyrenejský je nízká polštářovitě rostoucí bylina s bohatě větveným, krátkým a dřevnatějícím stonkem. Dorůstá výšky 2 až 8 cm. Listy jsou uspořádané v přízemní růžici a jsou tuhé, klínovité, brvité, se 3 až 5 výraznými laloky. Květy jsou bílé až světle fialové, čtyřčetné, uspořádané v krátkém hroznu. Stopka květenství je přímá a vyrůstá z paždí přízemních listů. Kalich je zelený, dlouhý 2 až 2,5 mm. Koruna je dlouhá 4 až 5 mm, korunní plátky jsou obvejčité, na bázi nehetnaté. Prašníky jsou žluté. Šešulky jsou obvejčité, zploštělé, 4 až 5 mm dlouhé a obsahují obvykle 2 semena (zřídka více, až 4). Kvete v červnu až červenci.

## Rozšíření
Krasoskalník je rozšířen ve střední, jihozápadní a jihovýchodní Evropě v Alpách a v Pyrenejích. Izolovaná arela je na Slovensku. Existují herbářové doklady z Rumunska z jižních Karpat, výskyt však již dlouho nebyl potvrzený a může jít o omyl. Nejstarší známá herbářová položka ze Slovenska je z roku 1813. Vyskytuje se zde na několika lokalitách výhradně v Belianských Tatrách a je veden jako kriticky ohrožený druh.
V Alpách roste v nadmořských výškách 1700 až 2600 metrů a někdy je splavován i níže. Z Pyrenejí je udávána nadmořská výška až 2900 metrů. V Belianských Tatrách roste na vápencovém a dolomitovém podkladu na jižní až jihozápadní straně v nadmořských výškách 1700 až 2000 metrů.
Krasoskalník se vyskytuje výhradně na karbonátovém podloží v alpínském a subalpínském stupni. Nejčastěji roste ve skalních štěrbinách, řidčeji i na skalních teráskách nebo v suti. Z fytocenologického hlediska je to charakteristický druh společenstev karbonátových skal a drolin svazu Potentilion caulescentis. V Belianských Tatrách je doprovázen např. pelyňkem skalním (Artemisia petrosa), chudinou plstnatou (Draba tomentosa) a tuřičkou ostřicovou (Kobresia simpliuscula).

## Taxonomie
V 19. století byl popsán Boissierem další druh krasoskalníku, Petrocallis fenestrata, rozšířený v jihozápadní Asii. Dnes je řazen do jiného rodu pod názvem Elburzia fenestrata.

## Význam
Krasoskalník je oblíbená, velmi pohledná a poměrně snadno pěstovatelná skalnička. Vyžaduje neutrální nebo zásaditou, propustnou půdu, slunné a sušší stanoviště a zimní ochranu před nadměrnou vlhkostí. Množí se jarním výsevem semen nebo řízkováním v pozdním létě.